# أندريس ماك
أندريس ماك (بالإسبانية: Andrés Arturo Mack)‏ (بالإنجليزية: Andrés Mack)‏ (1876 في أستراليا - 6 أكتوبر 1936 في الأرجنتين) هو لاعب كرة قدم أسترالي وأرجنتيني في مركز الوسط. شارك مع منتخب الأرجنتين لكرة القدم. أما مع النوادي، فقد لعب مع Alumni Athletic Club ‏.

## وصلات خارجية
- أندريس ماك على موقع قاعدة بيانات كرة القدم.إي يو (الإنجليزية)
- أندريس ماك على موقع ناشيونال فوتبول تيمز (الإنجليزية)